# 卷鞘鸢尾
卷鞘鸢尾（学名：Iris potaninii）为鸢尾科鸢尾属的植物。分布于俄罗斯、印度、蒙古以及中国大陆的西藏、甘肃、青海等地，生长于海拔3,000米至5,300米的地区，一般生长在石质山坡以及干山坡，目前尚未由人工引种栽培。

## 异名
- Iris potaninii Maxim. var. ionantha Y. T. Zhao